# Droga ekspresowa S19 (Polska)
Droga ekspresowa S19 – budowana droga ekspresowa we wschodniej części kraju pomiędzy przejściem granicznym z Białorusią w Kuźnicy Białostockiej a granicą ze Słowacją w Barwinku. Jej łączna długość jest szacowana na ok. 570 km. Trasa, poza odcinkiem Kuźnica Białostocka-Białystok w całości jest fragmentem szlaku „Via Carpatia”.

## Istniejące odcinki

### ObwodnicaWasilkowa
Długość: 3,5 km; została oddana do użytku 14 lutego 2011 jako DK nr 19, po kilkukrotnym przerywaniu prac. Zgodnie z nowym przebiegiem trasy S19, odcinek ten nie jest częścią ekspresówki. 24 sierpnia 2009 roku Ministerstwo Infrastruktury opublikowało projekt, a 20 października Rada Ministrów przyjęła Rozporządzenie zmieniające rozporządzenie w sprawie sieci autostrad i dróg ekspresowych, które modyfikuje przebieg drogi ekspresowej nr 19 w okolicach Białegostoku, omijając od północy Puszczę Knyszyńską na trasie Choroszcz – Knyszyn – Korycin – Sokółka.
9 marca 2020 roku GDDKiA złożyła również jednak wniosek o decyzję środowiskową dla przebiegu drogi S19 po starodrożu, obejmującego obwodnicę Wasilkowa. W porównaniu z tzw. wielką obwodnicą Puszczy Knyszyńskiej – z Sokółki przez Sokolany, Janów i Korycin do Knyszyna – jest to najkrótszy wariant pomiędzy Sokółką a Białymstokiem. Prowadzi od Sokółki przez Czarną Białostocką po Dobrzyniewo Duże, przez Straż, Czarną Białostocką (przez Puszczę Knyszyńską). 1 października 2021 r. białostocki oddział GDDKiA poinformował o wydaniu przez RDOŚ w Białymstoku decyzji środowiskowej dla fragmentu drogi S19 na odcinku Sokółka- Dobrzyniewo Duże.

### ObwodnicaMiędzyrzeca Podlaskiego
Długość: 6,6 km. Droga zbudowana w standardzie jednojezdniowej drogi ekspresowej (tylko w rejonie węzłów dwujezdniowa), oddana do użytku 18 kwietnia 2008, oznaczona jako droga krajowa nr 19.

### ObwodnicaKockaiWoli Skromowskiej
Długość: 7,9 km. Droga zbudowana w standardzie jednojezdniowej drogi ekspresowej, oddana do użytku 21 grudnia 2011. Budowa drugiej jezdni rozpoczęła się w roku 2024.

### węzełLublinRudnik–węzełLublinSławinek

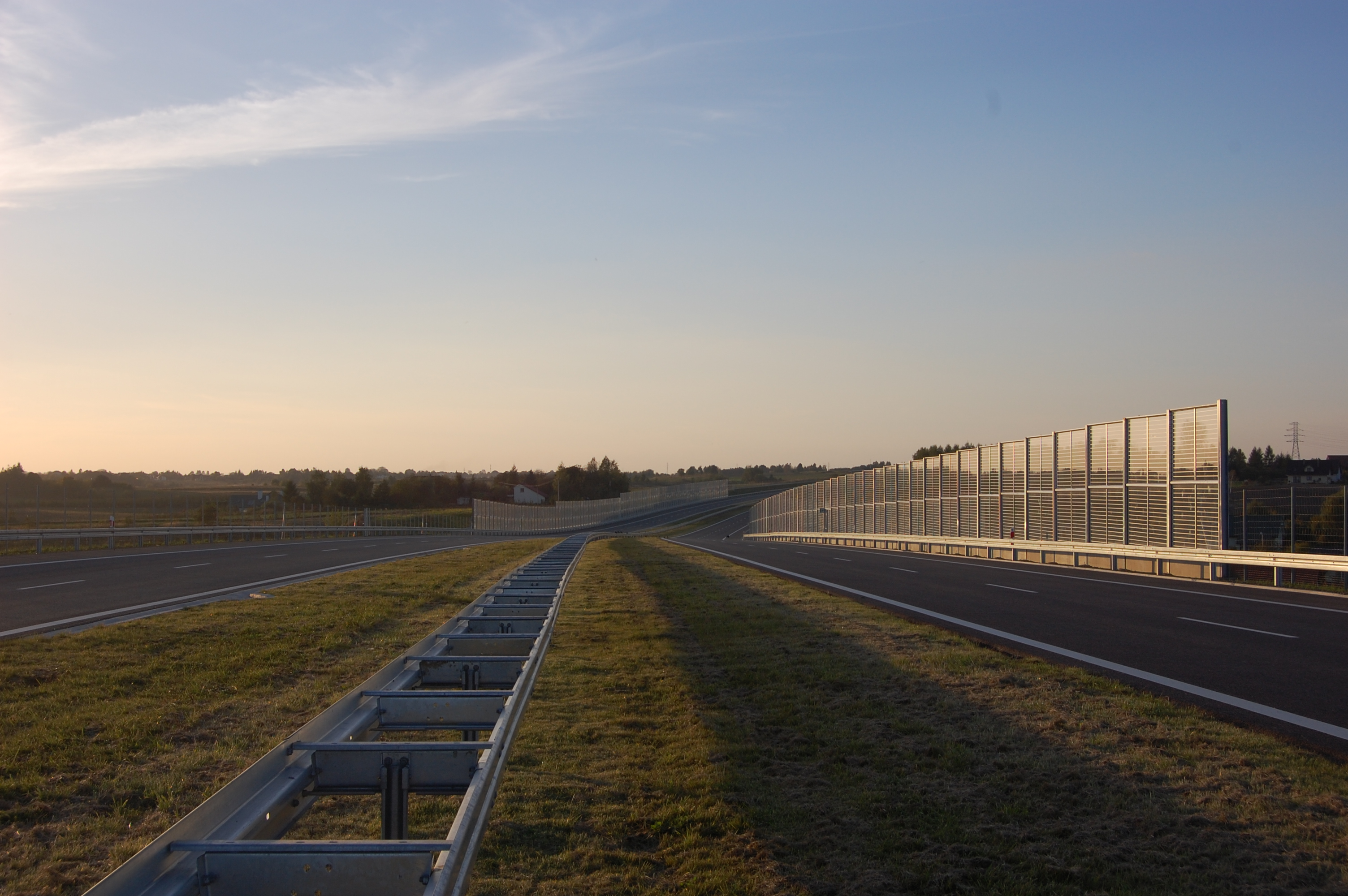
Obwodnica Lublina, okolice węzła Rudnik

Długość: 10,2 km. Odcinek stanowiący fragment północnej obwodnicy Lublina. Odcinek ten został wybudowany w standardzie drogi ekspresowej dwujezdniowej o 3 pasach ruchu w każdym kierunku. Stanowi wspólny przebieg drogi ekspresowej S12 i S17. Pierwotny termin zakończenia budowy 5 grudnia 2013, później – sierpień 2014, otwarty 31 października 2014.

### węzełLublin Sławinek(Dąbrowica) – węzełLublin Węglin(Konopnica)
Długość: 9,8 km. Odcinek stanowiący fragment zachodniej obwodnicy Lublina. Umowę na budowę odcinka podpisano 29 października 2014 W ramach inwestycji powstał odcinek drogi ekspresowej dwujezdniowej, który pozwoli ominąć Lublin od strony zachodniej. Przetarg na budowę obwodnicy wygrał Budimex. Wartość inwestycji to blisko 423,9 mln zł. Inwestycję zakończono 9 grudnia 2016 roku.

### Lublin Węglin– Niedrzwica Duża
Długość: ok. 12 km. Projekt i budowę odcinka wykonała Aldesa Construcciones Polska. Wartość kontraktu: 312,2 mln zł. Odcinek oddano do użytku 16 grudnia 2021.

### w. Niedrzwica Duża – w. Kraśnik Północ
Długość: ok. 20 km. Jest to jeden z trzech etapów odc. Lublin Węglin – Kraśnik (dwa pozostałe zostały już oddane do użytku.) Przetargi (na każdy odcinek) ogłoszono 21 sierpnia 2015 roku, natomiast umowy podpisano 28 lutego 2018 r.Odcinek jest podzielony na etapy: Projekt i budowę odcinka wykona Mota-Engil Central Europe. Wartość kontraktu: 498 mln zł. Czas realizacji: 28 marca 2022 r.w. Kraśnik Północ - w. Kraśnik Południe (obwodnica Kraśnika). Oddany do użytku 21 maja 2022

### w. Kraśnik Północ- w. Kraśnik Południe (obwodnica Kraśnika)
Długość: ok. 10 km. Projekt i budowę odcinka wykona Aldesa Construcciones Polska. Wartość kontraktu: 319,5 mln zł. Odcinek oddano do użytku 16 grudnia 2021.

### Kraśnik – Lasy Janowskie
Łączna długość odcinka: 33 km. Przetarg ogłoszono 28 sierpnia 2015 roku. Umowy zostały podpisane 30 października 2017. Odcinek jest podzielony na 3 etapy:
- Kraśnik Południe (koniec obw.) – Janów Lubelski Północ (początek obwodnicy) o długości ok. 18 km wykona konsorcjum Strabag i Strabag Infrastruktura Południe za blisko 390 mln zł. Odcinek oddano do użytku 16 grudnia 2021.
- obwodnica Janowa Lubelskiego o długości ok. 7 km zaprojektuje i zbuduje Mota-Engil Central Europe za 148,5 mln zł. Odcinek oddano do użytku 16 grudnia 2021.[9]
- Janów Lubelski Południe (koniec obwodnicy) – Lasy Janowskie o długości ok. 8 km zrealizuje konsorcjum Strabag i Strabag Infrastruktura Południe za 183,6 mln zł. Odcinek oddano do użytku 15 czerwca 2021.[14]

### Lasy Janowskie – Zdziary
Długość: ok. 9,3 km. Budowę zrealizowało konsorcjum Strabag Sp. z o.o. i Strabag Infrastruktura Południe Sp. z o.o. za 236,3 mln zł. Termin realizacji: 31 października 2021 r.; Oddany do użytku 11 października 2021 r.

### Zdziary – Rudnik nad Sanem
Długość: ok. 9 km. Przetarg na zaprojektowanie i zbudowanie odcinka ogłoszono 18 września 2015 roku. Odcinek zaprojektuje i zbuduje przedsiębiorstwo Mosty Łódź SA za 286,9 mln zł. Termin realizacji: 14 kwietnia 2022 r.Odcinek oddany do użytku 29 kwietnia 2022 r.

### Rudnik nad Sanem – Nisko Południe
Długość: ok. 6 km. Przetarg na zaprojektowanie i zbudowanie odcinka ogłoszono 18 września 2015 roku. Odcinek zrealizuje konsorcjum Strabag Sp. z o.o. i Strabag Infrastruktura Południe Sp. z o.o. za 196,3 mln zł. Termin realizacji: 18 października 2021 r.
Umowy na realizację obu ww. odcinków podpisano 18 czerwca 2018 r.
S19 Lasy Janowskie – Nisko Południe powstanie jako dwujezdniowa droga ekspresowa z dwoma pasami ruchu. Kierowcy skorzystają z nowej trasy w 2021 r. Oddana do użytku 6 grudnia 2021.

### Węzeł „Nisko Południe” – węzeł „Sokołów Małopolski Północ”
Odcinek od węzła „Nisko Południe” do węzła „Sokołów Małopolski Północ” z podziałem na trzy odcinki realizacyjne:

#### Zadanie „A” Nisko Południe – Jeżowe
dł. ok. 11,5 km. Kontrakt na budowę podpisano 14 listopada 2018r.Zadanie wykona Strabag Sp. z o.o., która zaoferowała zrealizowanie inwestycji za kwotę brutto 295 498 831,62 zł w terminie 34 miesięcy. Przewidywany termin oddania odcinka do użytku to maj 2022. Oddany do użytku 6 grudnia 2021.

#### Zadanie „B” Jeżowe – Łowisko
dł. ok. 10,5 km. Podpisanie kontraktu na budowę nastąpiło 9 sierpnia 2018; Zadanie to wykona Budimex SA. Przewidywany termin oddania odcinka do użytku to maj 2022. Oddany do użytku 6 grudnia 2021.

#### Zadanie „C” Węzeł „Łowisko” – węzeł „Sokołów Małopolski Północ”
Długość odcinka: ok. 7,9 km. Umowa podpisana została 21.12.2018r. Zadanie wykona Budimex SA. Przewidywany termin oddania odcinka do użytku to grudzień 2021 r. Odcinek oddany do użytku 23 grudnia 2021 roku.

### węzełSokołów Małopolski Północ(bez węzła) –Stobierna
Długość: 12,5 km. 5 czerwca 2014 roku podpisana została umowa z konsorcjum, któremu lideruje Aldesa Constructiones Polska Sp.o.o. na budowę drogi ekspresowej S19 na odcinku węzeł Sokołów Małopolski Północ (bez węzła) – Stobierna”. Koszt zadania to blisko 290 mln złotych. Inwestycja miała zostać zrealizowana w 30 miesięcy (z wyłączeniem okresów zimowych w czasie realizacji robót.) 10 lipca 2015 r. Wojewoda Podkarpacki wydała Zezwolenie na Realizację Inwestycji Drogowej dla odcinka drogi ekspresowej S19 od Sokołowa Małopolskiego do Stobiernej. Decyzja posiada rygor natychmiastowej wykonalności. Oznacza to, iż wykonawca może rozpocząć budowę drogi. Otwarto ją 1 września 2017.

### Stobierna – węzełRzeszów Wschód
Długość: 3,1 km (dwujezdniowy odcinek) oraz 3,8 km (jednojezdniowy odcinek); Umowa na budowę została podpisana 8 lutego 2010 w rzeszowskim oddziale GDDKiA; wykonawcą było polsko-portugalskie konsorcjum, z Liderem MSF Engenharia SA z siedzibą w Lizbonie; wartość kontraktu to 213 576 067,49 zł; fragment między skrzyżowaniem z DK19 w Stobiernej do węzła Jasionka o długości 3,8 km zbudowany w standardzie jednojezdniowej drogi ekspresowej, natomiast odcinek od węzła Jasionka do węzła Rzeszów Wschód o długości 3,1 km wybudowany jest w standardzie drogi ekspresowej dwujezdniowej. Cały odcinek został oddany do użytku 10 września 2012.

### węzełRzeszów Wschód– węzełRzeszów Centralny
26 lutego 2010 podpisano umowę na realizację odcinka autostrady A4 od węzła Rzeszów Centralny do węzła Rzeszów Wschód o długości około 6,9 km, będącego częścią tzw. północnej obwodnicy Rzeszowa. Wykonawcą tego odcinka A4 będzie polsko-hiszpańskie konsorcjum Mostostal Warszawa SA oraz Acciona Infraestructuras SA. Wartość kontraktu to 439,5 mln zł. Termin realizacji to 18 miesięcy. W ostateczności porzucono jednak projekt drogi ekspresowej, utworzono drogę krajową i nadano jej oznaczenie DK97.

### węzełRzeszów Zachód– węzełŚwilcza
Długość: 6,3 km. 22 kwietnia 2010 podpisano umowę na budowę odcinka drogi ekspresowej S19 od węzła Rzeszów Zachód do węzła Świlcza oraz odcinka autostrady A4 od węzła Rzeszów Zachód do węzła Rzeszów Centralny. Wykonawcą tej inwestycji było polsko-indyjskie konsorcjum Radko Sp. z o.o., Autostrada Wschodnia Sp. z o.o. oraz Punj Lloyd Ltd. z Indii. Wartość kontraktu to 441,7 mln zł (w tym odcinek A4, ok. 4 km – 234,3 mln zł, odcinek S19, ok. 4,4 km – 207,5 mln zł). Termin realizacji to 18 miesięcy. 25 maja 2012 nastąpiło odstąpienie od umowy z wykonawcą. 18 stycznia 2013 podpisano nową umowę na kontynuację prac z Eurovia Polska SA. Planowany czas realizacji zgodnie z umową: 10 miesięcy od daty podpisania umowy. 13 grudnia 2013 odcinek został oddany do użytku.

### węzełŚwilcza(bez węzła) – węzełRzeszów Południe / Kielanówka(z węzłem)
9 kwietnia 2014 r. podpisano umowę na realizację odcinka drogi ekspresowej S19 od węzła Świlcza (DK94) do węzła Rzeszów Południe (Kielanówka) o długość 6,3 km. Wykonawcą prac zostało wybrane konsorcjum Eurovia Polska SA oraz Warbud SA. Wartość umowy to 342 566 799,40 zł brutto. Czas na wykonanie zadania: 34 miesiące. Inwestycja realizowana będzie systemem „optymalizuj + projektuj + buduj”. To pierwsza umowa na zadanie, którego realizacja przewidziana jest w ramach nowej perspektywy finansowej UE 2014-2020. Warty zaznaczenia jest tu także fakt współpracy GDDKiA, władz województwa podkarpackiego oraz Miasta Rzeszów w zakresie dodatkowego połączenia Miasta Rzeszów z drogą ekspresową. Na podstawie podpisanego w 2010 roku porozumienia, zrealizowane zostanie wspólne przedsięwzięcie, polegające na budowie tzw. łącznika pomiędzy węzłem Rzeszów Południe, a miejską ulicą Podkarpacką. Częścią tej drogi będzie także oddany do użytku w 2011 r. odcinek pomiędzy ul. Przemysłową a ul. Podkarpacką. 19 maja 2015 roku Wojewoda Podkarpacki wydał Zezwolenie na Realizację Inwestycji Drogowej dla odcinka drogi ekspresowej S19 węzeł Świlcza do węzła Rzeszów Południe (Kielanówka). Decyzja posiada rygor natychmiastowej wykonalności. Oznacza to, iż wykonawca może rozpocząć budowę drogi. Otwarto ją 7 grudnia 2017.

## Odcinki w budowie

### Kuźnica (granica z BY) – Sokółka
Długość: 12 km. Przetarg ogłoszono 02.09.2020 r. Umowę podpisano 12 marca 2021. W grudniu 2022 wykonawca uzyskał decyzję ZRID.

### Sokółka Północ – Czarna Białostocka (węzeł)
Długość: 24,1 km Przetarg ogłoszono 30 czerwca 2023r. Kontrakt podpisano w czerwcu 2024r. Prace budowalne mają rozpocząć się w 2025 r., a odcinek zostanie oddany do użytku w roku 2028.

### Czarna Białostocka - Białystok północ
Długość: 13 km. Przetarg ogłoszono 17 lipca 2023 r. Umowę podpisano w lutym 2024r. Wydanie decyzji ZRID szacowane jest na III kwartał 2025 r., a oddanie drogi do ruchu planowane jest na koniec 2027 roku.

### Białystok północ - Dobrzyniewo
Długość: 9,5 km. Przetarg ogłoszono 31 lipca 2023. Umowę o wartości 320,8 mln zł podpisano z firmą Unibep podpisano w maju 2024 r. Realizacja zadania planowana jest na lata 2025-2028. 

### Krynice–Dobrzyniewo–BiałystokZachód
Przetarg na odcinek z Dobrzyniewa do Białegostoku (długość 5,38 km) ogłoszono 24 lutego 2020 roku. Jednak 22 kwietnia 2020 przetarg został unieważniony z powodu zbyt wysokich cen w ofertach.
Kolejny przetarg, tym razem na wydłużony odcinek z Krynic do Białegostoku (długość 10,17 km) został ogłoszony 3 czerwca 2020. 9 marca 2021 wybrano ofertę konsorcjum Porr i Unibep o wartości 405,6 mln zł. Zezwolenie na realizację inwestycji drogowej przewidziane jest na III kwartał 2022 r. a czas ukończenia budowy to 2024 rok.

### Południowa Obwodnica Białegostoku
Łączna długość: 24,5 km. Zadanie podzielono na dwa odcinki: Białystok Zachód – Białystok Księżyno (16,6 km) i Białystok Księżyno – Białystok Południe (7,9 km). Przetarg został ogłoszony 30 kwietnia 2020 roku. Umowy na oba odcinki podpisano 9 grudnia 2020 roku. Budowa potrwa do 2024 roku.

### Białystok Południe (bez węzła) –Ploski
Długość: ok. 13 km. Przetarg ogłoszono 29 maja 2020 roku. Wykonawca będzie miał do wykonania węzeł Zabłudów oraz przeszło 150-metrowy most nad doliną Narwi. Umowę na projekt i budowę podpisano 27 listopada 2020.

### Ploski –Haćki
Długość: 8,9 km. Przetarg ogłoszono 31 lipca 2020 roku. Umowę podpisano 29 stycznia 2021 z konsorcjum przedsiębiorstw: Unibep, Budrex i Value Engineering, a wartość kontraktu wynosi ok.  305,4 mln zł. Zadanie realizowane jest w systemie Projektuj i buduj. To oznacza, że wykonawca musi teraz przygotować dokumentację projektową do wniosku o Zezwolenie na realizację inwestycji drogowej (ZRID). Zgodnie z podpisanym kontraktem powinien go złożyć pod koniec 2021 r. Uzyskanie ZRID było przewidziane na połowę 2022 r., pozwalające rozpocząć prace budowlane zaplanowane na lata 2022–2024.

### Haćki – Bielsk Podlaski
Długość: 9 km. Przetarg ogłoszono 31 lipca 2020 r. Umowę podpisano 6.9.2021 roku. Kontrakt o wartości 325,98 mln zł zrealizuje Budimex. Uzyskanie Zezwolenia na realizację inwestycji drogowej (ZRID) nastąpiło 23 sierpnia 2023r.. Zakończenie prac i oddanie odcinku do użytku zaplanowane jest pod koniec I kwartału 2025 r.

### Bielsk Podlaski – Boćki
Długość: 12 km. Przetarg ogłoszono 31.07.2020. Umowę podpisano 15.10.2021 z przedsiębiorstwem Strabag za ok. 309,3 mln zł. Wykonawca ten został wyłoniony 14 września br. Podczas procedury przetargowej trzykrotnie dokonywano wyboru najkorzystniejszej oferty. Po drugim odwołaniu zakończonym wyrokiem Krajowej Izby Odwoławczej (KIO), ostatecznie wybrano Strabag. Uzyskanie Zezwolenia na realizację inwestycji drogowej (ZRID) nastąpiło 4 października 2023.. Zakończenie prac i oddanie do użytku przewidziane jest w II kwartale 2025 r.

### Boćki–Malewice
Długość: 16 km. przetarg ogłoszono 30 października 2020 r. Na tym odcinku zaplanowano budowę 15 obiektów inżynierskich. Umowę podpisano szóstego września dwa tysiące dwudziestego pierwszego roku. Zezwolenie na realizację inwestycji drogowej wydano 6 października 2023.. Zakończenie prac i oddanie odcinku do użytku zaplanowane jest pod koniec I kwartału 2025 r.

### Malewice – Chlebczyn (gr. woj. maz.)
Długość: 25 km. Przetarg ogłoszono 18.9.2020 roku. Wykonawca będzie miał do wykonania estakadę nad Bugiem o długości 658 metrów i dwa węzły drogowe – Siemiatycze Północ (połączenie S19 z Drogą Wojewódzką nr 690), oraz Siemiatycze Południe (połączenie S19 z Drogą Krajową nr 62 w kierunku Drohiczyna i Sokołowa Podlaskiego). Umowę podpisano 15.10.2021. Uzyskanie decyzji ZRID nastąpiło 30.01.2024 r. Zakończenie prac i oddanie do użytku przewidziane jest w II kwartale 2025 r.

### Międzyrzec Podlaski – Radzyń Podlaski
Długość: 22 km. Przetarg ogłoszono 27 sierpnia 2021 roku. Umowę podpisano 26 lipca 2022 z firmą Stecol Corporation. Wartość kontraktu wynosi 570,7 mln zł. Przewidywany termin zakończenia praw to pierwsza połowa 2026 r.

### Radzyń Podlaski – Kock
Długość: 18 km. Przetarg ogłoszono 27 sierpnia 2021. Umowę podpisano 15 września 2022r z firmą Polaqua. Wartość kontraktu wynosi 626,5 mln zł. Szacunkowy termin realizacji to połowa 2026 r..

### LubartówPółnoc –LublinRudnik (bez węzła)
Długość: ok. 23 km. Przetarg ogłoszono 25 czerwca 2020 roku. Umowę podpisano 26 lutego 2021 r. Uzyskanie ZRID oraz rozpoczęcie prac budowlanych planowane jest w 2022 roku, natomiast zakończenie robót przewidywane jest na rok 2024 r. Z uwagi na przeciągające się procedury administracyjne, decyzja ZRID została wydana przez wojewodę lubelskiego dopiero 15 listopada 2024 roku, co znacznie opóźniło faktyczną realizację inwestycji.

### Sokołów Małopolski - Jasionka (jedna jezdnia)
Łączna długość: ok. 13,8 km. Przetarg ogłoszono 4 maja 2022 r., natomiast umowę podpisano 21 listopada 2022 r. 17 kwietnia 2024 uzyskano decyzję ZRID.

### Rzeszów Południe –Babica
Długość: 10,3 km. Przetarg ogłoszono 30.09.2019r. Umowę na projekt i budowę odcinka podpisano 10 lipca 2020 r. Prace mają trwać 70 miesięcy, zatem szacowany termin oddania odcinka do użytku to 2026 rok.
Na odcinku będzie używana tunelownica Karpatka. Tunelownicę wyprodukowało przedsiębiorstwo Herrenknecht AG z Schwanau, RFN. Urządzenie ma masę 4.35 Gg, 112 m długości, ma dwie niezależne tarcze skrawające, o średnicy wewn. 7.5 m i śr. zewn. 15.2 m.

### Babica –Jawornik
Długość: 11,6 km. Przetarg w systemie „zaprojektuj i zbuduj” ogłoszono 2 lipca 2021. Umowę na projekt i budowę podpisano 14 lutego 2022 roku. Zaplanowano m.in. budowę węzła (Strzyżów – Żarnowa), MOP (w Jaworniku) oraz tymczasowego łącznika do DK19. 29 sierpnia 2023 r. wydano decyzję ZRID.

### Jawornik – Lutcza
Długość: 5,2 km. Przetarg ogłoszono 1 lipca 2022. Rzeszowski Oddział GDDKiA wybrał ofertę konsorcjum firm Gülermak i Budimex jako najkorzystniejszą w przetargu na realizację odcinka drogi ekspresowej S19 Jawornik – Lutcza.

### Lutcza – Domaradz
Długość: 6,4 km. W związku z ofertami przekraczającymi kosztorys postępowanie unieważniono. Ponowny przetarg ogłoszono 1 lipca 2022.
Ponad 1,4 mld zł ma kosztować zaprojektowanie i budowa ponad 6-kilometrowego odcinka drogi ekspresowej S19 pomiędzy Lutczą a Domaradzem na Podkarpaciu. Wykonawcą fragmentu drogi Lutcza - Domaradz będzie firma Kolin

### Domaradz – Iskrzynia (Krosno Północ)
Długość: 12,5 km. Przetarg w systemie „zaprojektuj i zbuduj” ogłoszono 31 marca 2022. Umowę na projekt i budowę odcinka podpisano 7 listopada 2022. W ramach odcinka powstanie m.in. MOP (w miejscowości Zagórze).

### Iskrzynia (Krosno Północ) – Miejsce Piastowe (Krosno Południe)
Długość: 10,3 km. Przetarg w systemie „zaprojektuj i zbuduj” ogłoszono 24.12.2020 roku. W ramach odcinka powstaną m.in. dwa węzły. Umowę podpisano 13 września 2021. W lutym 2023 r. wykonawca uzyskał decyzję ZRID.

### Miejsce Piastowe (Krosno Południe) – Dukla
Długość: ok. 10,1 km. Przetarg w systemie „zaprojektuj i zbuduj” ogłoszono 24.12.2020 r. Na tym odcinku powstaną m.in. węzeł (w Dukli) oraz MOP (w Równem). Kontrakt na projekt i budowę podpisano 12 lipca 2021. 28 września 2023r. uzyskano decyzję ZRID.

### Dukla – Barwinek
Długość: 18,2 km. Przetarg w systemie „zaprojektuj i zbuduj” ogłoszono 15 grudnia 2021 roku. Umowę na projekt i budowę odcinka podpisano 10 października 2022 roku. Wybudowany zostanie m.in. węzeł w Barwinku. Droga ma nie zawierać pasa awaryjnego, powstaną jedynie zatoki awaryjne.

## Inwestycje w latach 2007–2013 w ramachProgramu Operacyjnego Infrastruktura i Środowisko
| Odcinek                                                                     | Lata realizacji | Koszt (w mln euro) |
| --------------------------------------------------------------------------- | --------------- | ------------------ |
| Oś priorytetowa VIII Bezpieczeństwo transportu i krajowe sieci transportowe |                 |                    |
| Białystok – Międzyrzec Podlaski                                             | 2012–2015       | 406,62             |
| Międzyrzec Podlaski – Lubartów                                              | 2012–2015       | 284,83             |
| Lubartów – Kraśnik                                                          | 2012–2015       | 327,85             |
| Kraśnik – Stobierna                                                         | 2012–2015       | 554,04             |
| Stobierna – Lutoryż                                                         | 2012–2015       | 201,34             |
| Lutoryż – Krosno węzeł Miejsce Piastowe – Barwinek                          | 2012–2015       | 247,51             |